# タケダ造園
株式会社タケダ造園（タケダぞうえん）は島根県出雲市下横町に本社をおき、造園・外構・エクステリア工事を担う中小企業である。創業者は竹田雅彦。
携わった物件のいくつかは本社のある島根県や出雲市主宰の賞のほか、建設省主宰の賞でも評価されている（『沿革』節参照）。

## 業務内容
- 造園工事・土木工事
- 外構およびエクステリアの設計、施工
- 店舗に関する造園修景工事
- 造園緑化全般に関する設計、施工、企画、商品販売

## 経営理念[1]
- 技術と知恵と心を駆使して お客様の感動を創出する
- お客様の幸せのためサービス革新に挑戦し　お庭の価値を最大化する
- 私たちは輝く人生を実現する

## 許可
- 島根県知事（特、般）第 5015 号
- （特定建設業）造園工事業
- （一般建設業）土木工事業
- （一般建設業）とび・土工工事業

## 優良工事表彰
- 1984年　建設省都市局長賞受賞
- 1992年　出雲市長賞受賞
- 1993年　建設省建設事務次官賞受賞

## 公的受賞歴
- 1996年　しまね景観賞受賞 出雲市・くすのき広場
- 1997年　しまね景観賞受賞 出雲市・宍道湖グリーンパーク
- 2021年　しまね景観賞受賞 出雲市・浜山あまつひ保育園
- 2022年　第5回しまね働く女性きらめき大賞
- 2023年　第6回しまね働く女性きらめき大賞
- 第7回しまね女性の活躍応援企業

## 民間受賞歴
- 2010年　三協アルミエクステリアデザインコンテスト2010特別賞
- 2011年　三協アルミエクステリアデザインコンテスト2011戸建部門地区優秀賞
- 2016年　第24回TOYO全国施工写真コンテストペイブマテリアル部門敢闘賞
- 2017年　三協アルミエクステリアデザインコンテスト2017エクステリアリフォーム部門地区優秀賞
- 2018年　リックパースコンテスト2018優秀作品賞
- 2019年　第27回タカショー庭空間施工例コンテスト和と創作の庭部門入選
- 2021年　リックパースコンテスト2021優秀賞、優秀作品賞

## 主な資格
- 樹木医
- 島根県景観アドバイザー
- 植栽基盤診断士
- 造園工事基幹技能者
- 街路樹剪定士
- 1級造園施工管理技士
- 1級造園技能士
- 2級土木施工管理技士
- 上級造園修景士
- 監理技術者
- 松保護士
- 農業改良普及員
- 農薬管理指導士
- 注薬士
- 1級エクステリアプランナー
- ブロック塀診断士
- アロマテラピー検定1級
- 福祉住環境コーディネーター2級
- 福祉住環境コーディネーター3級
- ローズ・コンシェルジュ
- 外壁診断士

## 加盟団体
- (一社)島根県造園協会
- (一財)日本造園修景協会
- (一社)日本樹木医会
- NPO法人しまね樹木医会
- 日本庭園学会
- 島根城下町食文化研究会
- 出雲流庭園保存会

## 主な営業エリア
- 島根県東部
  - 出雲市・松江市・雲南市・大田市他

### 支店
Takezo・ファーム(タケゾーファーム)[出雲店]
〒693-0015
島根県出雲市大津朝倉1-7-5

## 沿革
1984年8月
- （有）トキワ農園本店（造園部）より造園工事業に於ける営業権譲渡によって独立分離
- 資本金1,150万円で（有）タケダ造園を設立
- 建設省都市局長賞受賞

1992年
- 出雲市長賞受賞

1993年
- 建設省建設事務次官賞受賞

1994年6月
- ㈱タケダ造園に組織変更
- 資本金1,650万円に増資

1995年7月
- 特定建設業の許可を取得

1996年
- しまね景観賞受賞[2]

1996年8月
- 資本金2,000万円に増資

1997年
- しまね景観賞受賞

2006年
- 本社移転

2009年2月
- デパートパラオ内へパラオ店出店

2012年2月
- デパートパラオ倒産に伴いパラオ店閉店

2012年7月
- Takezo・ファーム出雲店 出店

2024年５月
- 組立式日本庭園「楽庭」国内販売開始